# Mantispa virescens
Mantispa virescens is een insect uit de familie van de Mantispidae, die tot de orde netvleugeligen (Neuroptera) behoort. 
Mantispa virescens is voor het eerst wetenschappelijk beschreven door Rambur in 1842.